# Jazykové tabu
Jazykové tabu je v lingvistice takový jazykový prostředek, jehož užití podléhá zákazu z důvodu především náboženských nebo společenských. Nejvýrazněji lze sledovat vlivy tabu v lexikální rovině, ale promítá se i do vyšších jazykových celků. Působení tabu mělo v minulosti vliv na etymologii slov, ale i v současném jazyce je princip tabu přítomen a nemalou měrou se podílí na formování slovní zásoby každého jazyka.
Termín tabu byl do jazykovědy (stejně jako do jiných společenských věd) převzatý přes anglické taboo z polynézského tapu, znamenající ’nedotknutelný, posvátný’. Jazykové tabu vzešlo z primitivního, magicky mytologického myšlení. Vychází z představ, že slovo je nerozlučně spjato s věcí, kterou označuje, a vyslovení takového slova může mít nežádoucí následky, například přivolat nepříjemnou skutečnost nebo při lovu obávané zvíře.
Jazykové tabu se velmi výrazně dotýká pojmů z oblasti náboženství. V Bibli se jménem božím rozumí sama podstata Boha. Brát jméno boží nadarmo je v rozporu s přikázáním Desatera. Zbožný člověk se vyhne výrazům jako jsou třeba probůh, proboha, ježišmarjá, kristepane. Proto jsou tato jména nahrazována eufemismy, jako např. propánajána, ježkovy oči, hergot, saprlot.
Postupem času se princip jazykového tabu rozšířil na celou řadu dalších oblastí, o kterých se nemluví ze zdvořilostních důvodů, nebo z důvodů zmírnění dopadu nepříjemné události, především nemoci či smrti. Na druhou stranu mluvčí nějaký název pro daný denotát potřebují, vymýšlejí proto náhrady, které mívají často povahu eufemismu. Je tak posilována slovní zásoba společensky vhodná, decentní a ohleduplná. Patří sem zejména oblast zločinu, smrti, nemoci, sexu, vyměšování apod. Například v oblasti označování smrti pojmy jako zesnulý, nebožtík, navždy opustit, odejít, zubatá, v oblasti sexu vyspat se s někým, v oblasti nemocí pepka, rak, mít o kolečko víc . Mnohé tabuové náhrady se ale postupem času stanou známé a začínají být znovu pociťovány jako nevhodné. To pak k vytváření dalších náhrad. Například slovo záchod mělo v minulosti celou řadu jiných označení, jako jsou chyška, chlév smrdutý, tajný pokoj, novější hajzl ( z německého Häusel, „domeček“), klozet (ze středoanglického closett „cosi uzavřeného“), toaleta, vécé.
V dnešní době se tabuová slova přes svoji společenskou nevhodnost v určitých, zvláště emocionálních situacích používají vědomě a jsou pak označována jako vulgarismy. Potřeba použít tabuizované slovo a zároveň ohled na společenskou přípustnost vede někdy k jazykovému kompromisu. Užije se jen část takového slova, která je dostatečně velká, aby slovo bylo rozpoznatelné, a jeho konec se nahradí neutrální podobou, popřípadě se v písmu vytečkuje, například místo do prdele lze použít do prkýnka, do prkenný vohrady, do pr..., do Prčic. 

## Tabu v literatuře
S principem tabu se setkáváme i v krásné literatuře. Tabuizována bývají zejména jména postav. V románové sáze o Harrym Potterovi od J. K. Rowlingové je záporná postava Lorda Voldemorta označována jako „Ty-víš-kdo“. Postavy se ze strachu před Voldemortem bojí vyslovit jeho pravé jméno. Podobně je tomu v baladě Polednice v Kytici Karla Jaromíra Erbena. Matka přivolá Polednici na své zlobivé dítě pouhým vyslovením jejího jména, které je tabuizované. Za porušení tohoto tabu ji stihne krutý trest.

## Realizace tabu
Tabuové slovo, které se nepoužívalo z pověrečné bázně nebo z úcty, mohlo být buď vypuštěno, např. namoutě místo na mou duši, nebo nahrazeno. Nahrazování se děje různými mechanismy:
1. hláskové obměny slov - např. čerchmant místo čert, ďas místo ďábel
2. noa - tabuové slovo je nahrazeno slovem nepodléhajícím tabuovému zákazu, může však postupem času dojít k sekundární tabuizaci
3. eufemismem - vychází ze snahy mluvčích zmírnit zlou skutečnost, ošálit zlé síly, např. medvěd tedy ’ten, kdo jí med’, v němčině Bär ’hnědý’, v litevštině lokỹs, ’davič’, nebo boží posel ’blesk’
4. tabuová antifráze - užití slova zcela opačného významu, např. zlom vaz vyjadřuje přání úspěchu
5. tabuová nápověď - popisné pojmenování založené na metafoře, metonymii, nebo synekdoše, např. zubatá ’smrt’, zmije odvozené od země, původně tedy ’živočich žijící v zemi’
6. tabuová generalizace - místo konkrétních názvů se užívají názvy obecné, např. moje ve významu ’moje manželka’, můj ’manžel’ [4]